# نمودار سه‌گانه

نمودار قابلیت اشتعال پذیری متان

نمودار سه‌گانه (به انگلیسی: Ternary Plot)، اشل یا مقیاس سه‌گانه، نمودار مثلثی، نمودار سیمپلکس، مثلث گیبس یا نمودار دفینتی یک نمودار باری سنتریک بر روی سه متغیر با مجموع ثابت است. این نمودار نسبت سه متغیر را با کمک مختصات مشخص شده بر روی یک مثلث متساوی الاضلاع نشان می‌دهد. از موارد کاربرد آن می‌توان در شیمی فیزیک، سنگ‌شناسی، کانی‌شناسی، متالورژی مهندسی نفت  و بقیه علم‌های فیزیکال برای نشان دادن ترکیبات موجود در سیستم‌های مرکب از سه گونه ماده نام برد.
در ژنتیک جمعیت، عموماً از این نمودار به عنوان نمودار دفینتی یاد می‌شود. در نظریه بازی‌ها نیز با نام نمودار سیمپلکس (به انگلیسی: Simplex plot) شناخته شده‌است. نمودارهای سه‌گانه، ابزاری برای تجزیه و تحلیل داده‌های ترکیبی در اشل سه بعدی هستند.
در یک نمودار سه‌گانه، مجموع نسبت‌های سه متغیر a, b و c باید مقدار ثابتی مانند K شود. در اکثر موارد مقدار ثابت K برابر با مقادیر ۱٫۰ یا ۱۰۰٪ است. از آن جایی که در نمودار رسم شده برای تمامی مواد a+b+c=K است، هیچ متغیری مستقل از دیگر متغیرها نیست و با داشتن تنها دو متغیر می‌توان مختصات نقطه مشخص کنندهٔ یک نمونه را بر روی نمودار مشخص کرد. به‌طور مثال، c باید برابر با K-a-b باشد. به این دلیل که این سه مقدار نمی‌توانند به صورت مستقل تغییر کنند یا به عبارتی تنها دو درجه آزادی وجود دارد، می‌توان ترکیب این سه متغیر را در دو بعد رسم کرد.

رنگ تقریبی آلیاژهای نقره-طلا-مس در ساخت جواهرات

## خواندن مقادیر بر روی نمودار سه‌گانه
مزیت استفاده از نمودار سه‌گانه برای نمایش دادن مواد تشکیل دهندهٔ ترکیبات شیمیایی این است که می‌توان به راحتی سه متغیر را در یک نمودار دو بعدی رسم کرد. نمودار سه‌گانه برای ایجاد نمودار فازی نیز به کار می‌رود. آلیاژها و روکش‌های رایج عموماً از دو مولفه تشکیل شده‌اند اما برای رسم آلیاژهای تشکیل شده از سه مولفه، نیاز به نمودار سه‌گانه است.
هر نقطه بر روی یک نمودار سه‌گانه نشان دهنده ترکیب متفاوتی از سه جزء تشکیل دهنده است.
نقاط موجود بر یک خط موازی با یکی از وجوه مثلث، نمایانگر سیستم‌هایی است که در ترکیب شیمیایی آن‌ها جزئی که در راس مقابل این وجه قرار دارد، همواره دارای مقداری ثابت است. در شکل ۶ مشاهده می‌شود که در خطوط موازی با وجه روبه رو به راس نشان دهندهٔ مولفه شن، درصد شن تشکیل دهنده ترکیب همواره مقدارهای ثابتی را اختیار می‌کند.
به‌طور کلی سه روش متداول برای تعیین نسبت هر کدام از سه مولفه تشکیل دهندهٔ ترکیب وجود دارد.
روش اول برآوردی بر اساس شبکه نمودار فازی است. (شکل ۷) به گونه ای که غلظت هر مولفه در راس مشخص کننده آن بر روی نمودار ۱۰۰٪ (فاز خالص) و در ضلع مقابل آن ۰٪ است. درصد هر جزء مورد نظر، با افزایش فاصله از گوشه خود به صورت خطی کاهش می‌یابد. (همان‌طور که در شکل‌های ۳ تا ۸ دیده می‌شود) پس از رسم خطوط موازی در فواصل منظم بین خط صفر و گوشه (همان‌طور که در تصاویر دیده می‌شود) می‌توان به راحتی از این تقسیم‌بندی‌های کوچک برای برآورد کردن نسبت یک مولفه استفاده کرد. به این ترتیب برای یک نقطه داده شده، می‌توان کسر جرمی هر یک از سه مادهٔ تشکیل دهندهٔ ترکیب را به کمک اولین مولفه مشخص کرد.
برای نمودارهای فازی که خطوط شبکه ندارند، آسان‌ترین راه برای تعیین درصد اجزاء به این گونه است که با ۱۰۰٪ در نظر گرفتن ارتفاع، کوتاهترین فاصله نقطه مورد نظر (طول خط عمود) تا هریک از سه ضلع مثلث اندازه‌گیری می‌شود.
طبق قضیهٔ ویویانی (Viviani's theorem) –جمع فاصله‌های هر نقطه ای در داخل یک مثلث متساوی الاضلاع تا ضلع‌های آن برابر با طول ارتفاع مثلث است-، فاصله‌ها (نسبت فاصله به ارتفاع کل ۱۰۰٪) درصد هر یک از اجزاء را، همان‌طور که در شکل ۸ مشاهده می‌شود، تعیین می‌کند.
روش سوم نیاز به محاسبات و اندازه‌گیری‌های بیشتری دارد اما در آن احتیاجی به رسم خطوط عمود نیست. خطوط مستقیم گذرنده ازهر گوشه و نقطه مورد نظر، به ضلع مقابل مثلث کشیده می‌شوند. طول این خط‌ها، و همچنین طول بخش‌های محصور بین نقطه و ضلع‌های متناظر، به صورت جداگانه اندازه‌گیری می‌شوند.
همان‌طور که در شکل ۹ نشان داده شده، نسبت‌ها می‌توانند با تقسیم این بخش‌ها به کل خط متناظر تعیین شوند. (مجموع نسبت‌ها باید برابر با ۱ شود).

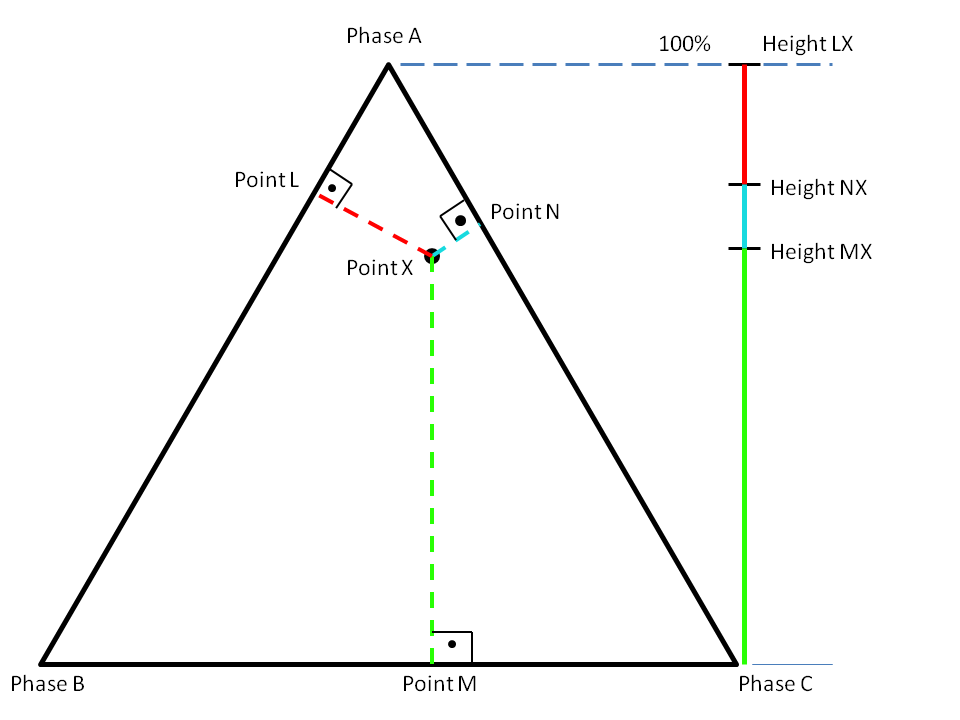
شکل۱- روش ارتفاع
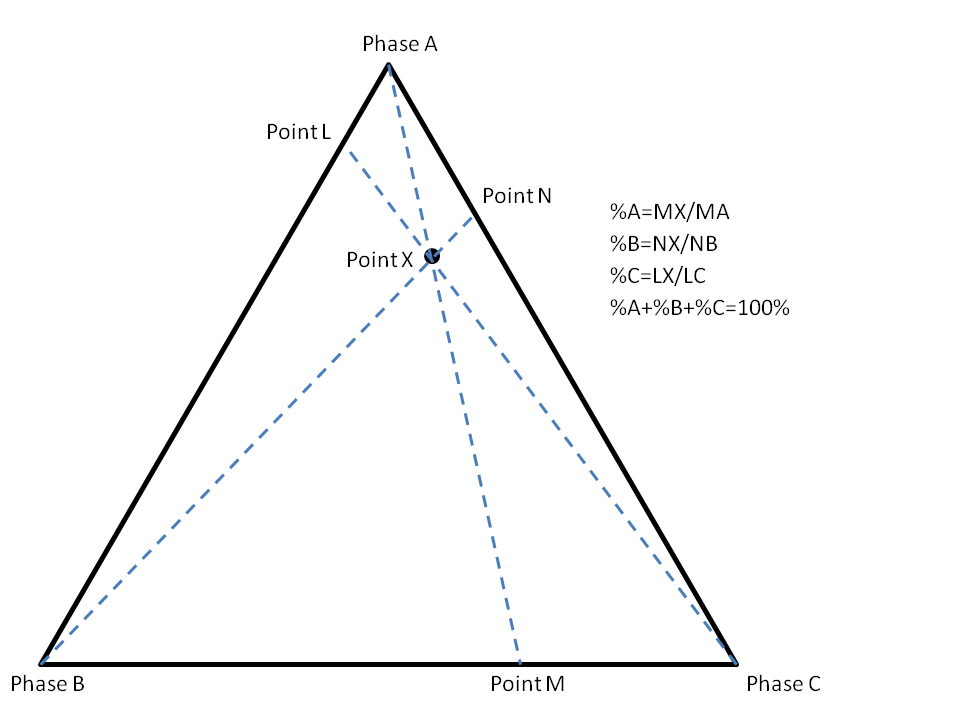
شکل۲- روش محل برخورد
شکل۳- مثال یک نمودار سه‌گانه
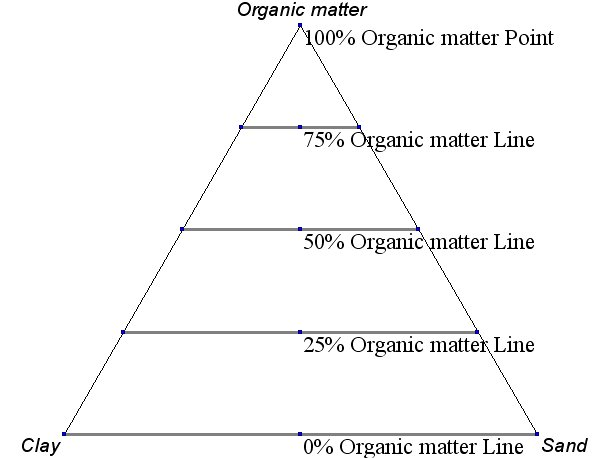
شکل۴- مثال خطوط موازی در یک نمودار سه‌گانه
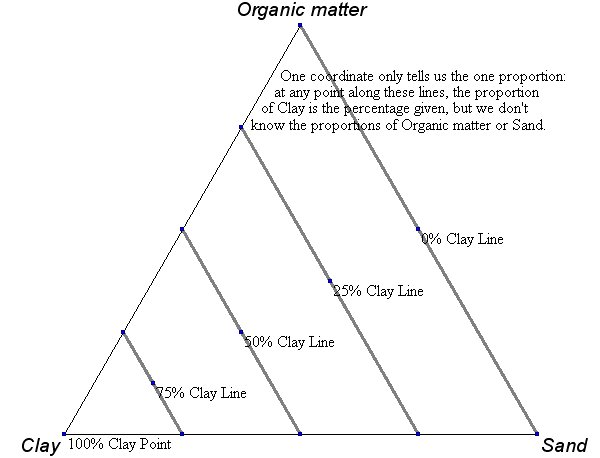
شکل۵- مثال خطوط موازی در یک نمودار سه‌گانه
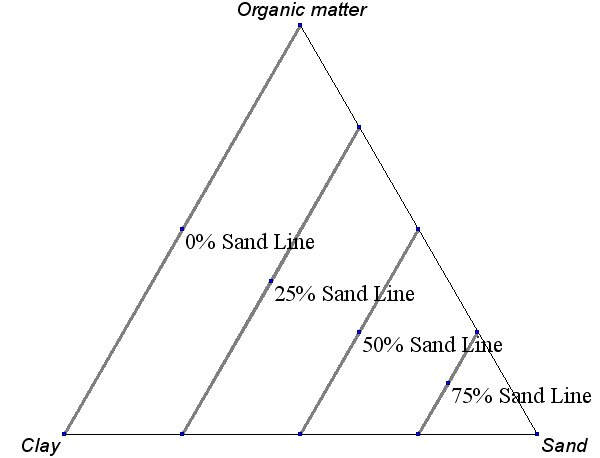
شکل۶- مثال خطوط موازی در یک نمودار سه‌گانه
شکل۷- نمودار سه‌گانه
شکل۸- طرز عملکرد روش اول

## استخراج از مختصات دکارتی

تصویر بخش استخراج از مختصات دکارتی

(۱) تصویر مایل نقطه (P(a,b,c را در یک دستگاه مختصات دکارتی ۳ بعدی با محورهای a, b و c نشان می‌دهد.
اگر a+b+c=K باشد که در آن K یک مقدار ثابت است، P به صفحه ای شامل نقاط (A(K,0,0 و (B(0,K,0 و (C(0,0,K محصور است. اگر a, b و c هرکدام عددی نا منفی باشند، P در محدودهٔ مثلث ABC قرار می‌گیرد. (۲)
در (۳)، محورهای مختصات چرخش داده شده‌اند تا یک تصویر ایزومتریک به دست آید. مثلث گفته شده، از روبه رو به شکل متساوی الاضلاع دیده می‌شود.
در (۴)، فاصله P از ضلع‌های AB, AC و BC باa',b'و c'نام گذاری شده‌است. برای هر خط l = s + t n̂ به صورت برداری (n̂ یک بردار واحد است) و نقطه P فاصله عمودی p تا l به صورت زیر است این نشان می‌دهد که فاصله نقطه تا خط‌های مربوط، با مقدارهای اولیه a, b و c رابطه خطی دارد.

## رسم نمودار سه‌گانه
برای رسم نمودار سه‌گانه می‌توان از سایت‌ها و رسم کننده‌های آنلاین استفاده کرد.